# クリスティアン・ファン・デル・クラウー

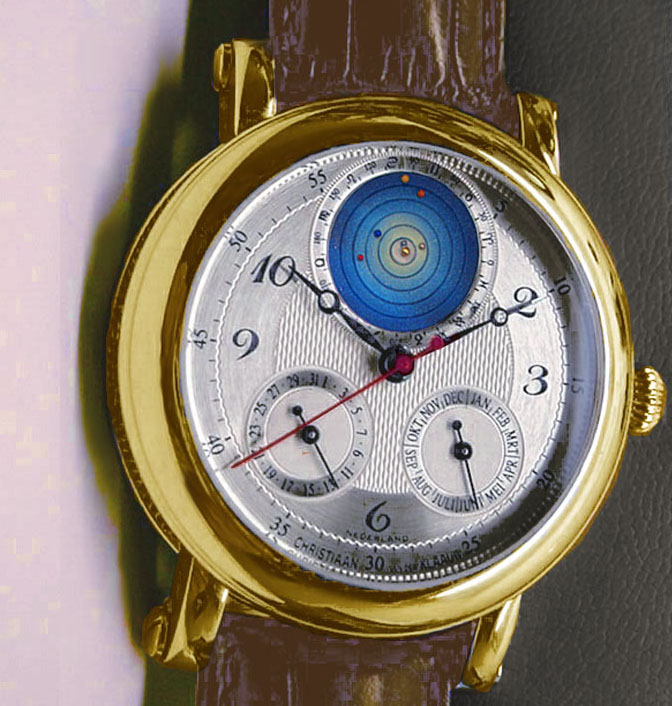
プラネタリウム2000

クリスティアン・ファン・デル・クラウー（Christiaan van der Klaauw）は天文腕時計の製作を得意とする、オランダの時計職人である。1992年に世界で初めてプラハの天文時計を模した本格的な腕時計『アストロラビウム』を完成させ、世界を驚愕させた。

## 経歴
1944年にライデンで生まれる。ソロトゥーン時計学校を卒業後ルノー・エ・パピ（Renaud ＆ Papi）に入社。独立後は骨董品の時計専門の修理工房を経営していたが、1974年に時計のデザイナーとして活動を開始した。1989年に独立時計師アカデミーに所属。1992年にバーゼルフェアにおいて『アストロラビウム』を出品し、世界の注目を集めた。1994年からは腕時計の製作を専門とするようになっている。
2004年、デザイナーのダニエル・レインテス（Daniël Reintjes）がCEO兼クリエイティブディレクターに就任。2022年からフレデリック・コンスタント出身のピム・コースラグ（Pim Koeslag）がオーナー兼マスターウォッチメーカーに就任し、経営及び製品開発に当たっている。

## 作品
この時計ブランドのほとんどすべてのモデルは天文学に関連している（天文時計）。多くは、月、太陽、星や惑星の運行を示す特殊な機能が内蔵されている。ほとんどの作品がクラシックにデザインされ、ハンドメイドの限定品となっている。
ヴァンクリーフ&アーペルなどにもムーブメントを提供している。